# Teucrium brachyandrum
Teucrium brachyandrum là một loài thực vật có hoa trong họ Hoa môi. Loài này được Puech miêu tả khoa học đầu tiên năm 1970 publ. 1971.